# مرشح مضاد للتشوهات

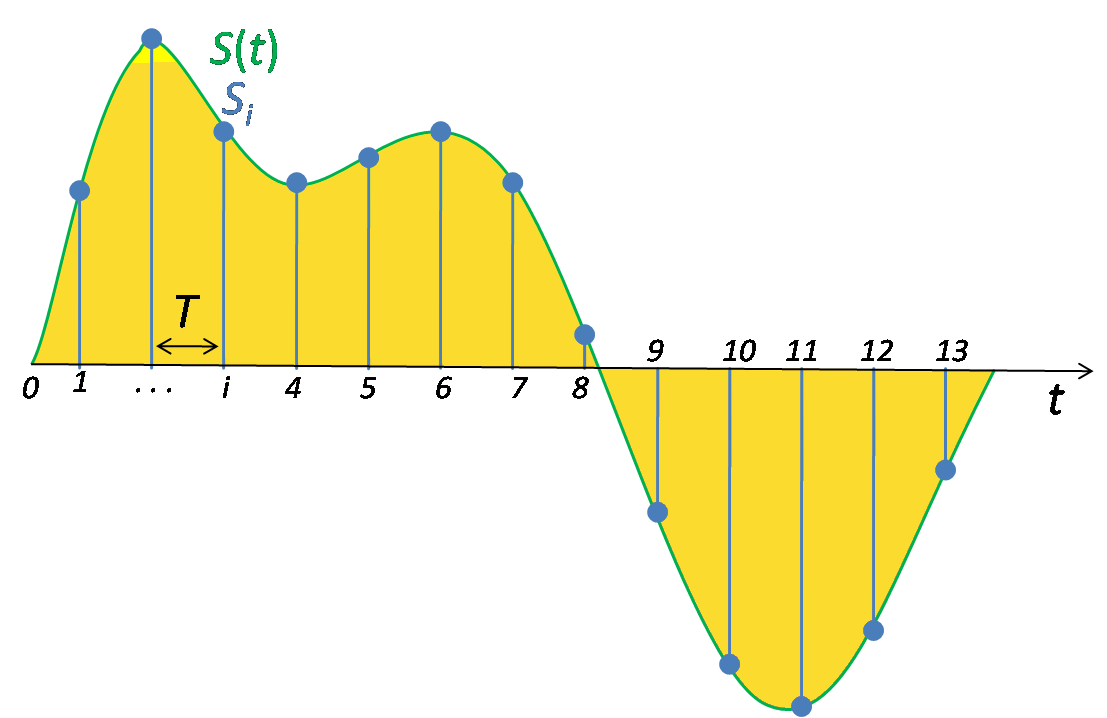
شكل توضيحي يبين كيفية أخذ العينات في الإشارة. أفقيا الزمن، الفترات الزمنية المتقطعة بفاصل زمني T. عموديا قيمة الإشارة المتصلة باللون الأخضر, الإشارة المتقطعة باللون الأزرق.

المرشح المضاد للتشوهات (التعرجات) (AAF) هو مرشح يستخدم قبل أخذ عينات من الإشارة لتقييد عرض الإشارة حتى تتوافق مع مبرهنة الاستعيان جزئيًا أو كليًا، وحيث أن المبرهنة تنص على أنه يمكن إعادة إنشاء الإشارة من عيناتها عندما تكون طاقة الترددات الأعلى من تردد نايكوست تساوي صفر، وينقسم عمل المرشح المضاد للتشوهات الحقيقي بين عرض النطاق و التشوهات، ويسمح المرشح المضاد للتشوهات بحدوث بعض التشويه و أيضا إضمحلال بعض الترددات القريبة من تردد نايكوست، ولهذ السبب؛ يتم تصميم العديد من الأنظمة العملية بقيمة أعلى من القيمة المطلوبة لضمان إعادة إنشاء الترددات , ويسمى هذا النظام بالإعتيان الشديد .

## التطبيقات الضوئية
في حالة العينات الضوئية؛ مثل حساس التصوير في الكاميرا الرقمية، يعرف المرشح المضاد للتشوهات بمرشح الترددات المنخفضة الضوئي أو المرشح الضبابي . وتتشابه رياضيات أخذ العينات في النطاق ذا البعدين مع رياضيات أخذ العينات في مجال الزمن، لكن تكنولوجيا المرشحات المستخدمة تكون مختلفة، التطبيق الفعلي في الكاميرا الرقمية عبارة عن مادة انكسار مزدوج ذات طبقتين مثل نيوبات الليثيوم، حيث تنتشر كل نقطة ضوئية في مجموعة من أربع نقاط .
يشمل اختيار بقعة الفصل للمرشح العديد من الأشياء مثل الحدة، التشوهات و معامل التعبئة (النسبة بين المنطقة المنكسرة لشعاع عدسة صغيرة إلى المنطقة الكلية التي يشغلها الشعاع)، في الكاميرا أحادية اللون أو الثلاثية الشحنة، فإن شعاع العدسة الصغيرة، إذا اقترب من فعالية 100 %، يمكنه تقديم تأثير واضح مضادة للتشوهات . بينما في كاميرا الأشعة المرشحة اللون ( مثل مرشح باير ) , فإنه يتطلب وجود مرشح إضافي لتقليل التشوهات إلى قيمة مسموحة .
كاميرا (Pentax K-3) تقدم مرشح مضاد للتشوهات ذات مستشعر منفرد، ويعمل المرشح عن طريق إهتزاز عنصر الاستشعار، ويمكن للمستخدم تشغيل أو إطفاء الاهتزاز، باختيار مضاد التشوهات أو عدم استخدامه .

## التطبيقات الصوتية
تستخدم المرشحات المضادة للتشوهات عند دخل نظام المعالجة الرقمية للإشارة المستخدم في المحول التناظري الرقمي، وبالمثل فإن مرشحات إعادة الإنشاء توجد على خرج بعض الأنظمة مثل مشغل الموسيقى، في الحالة السابقة؛ فإن المرشح يستخدم لمنع التصوير، وهي العملية العكسية من التشوهات حيث تخرج الترددات عن النطاق المسموح به .

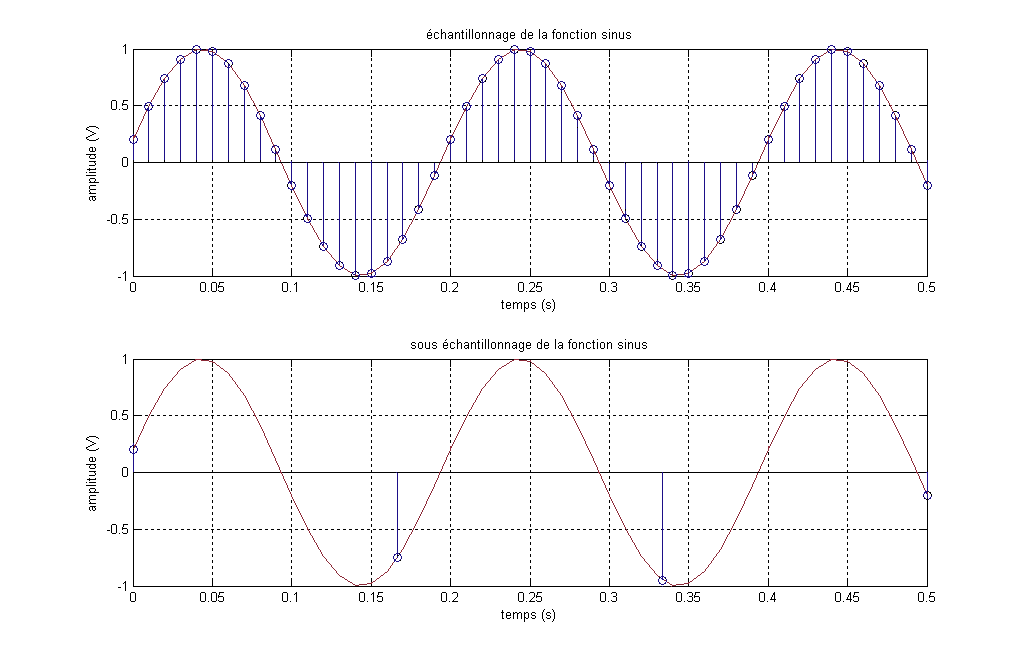
أخذ العينات الأساسية والفرعية من دالة الجيب

## الاعتيان الشديد
يستخدم النظام المعروف بالاعتيان الشديد عادة في المحولات التناظرية الرقمية الصوتية، وتعتمد الفكرة على استخدام معدل استعيان رقمي متوسط، حتى يمكن للمرشح الرقمي شبه المثالي أن يقطع التشوهات القريبة من تردد نايكوست المنخفض الأصلي، بينما يقوم المرشح التناظري بإيقاف الترددات الأعلى من تردد نايكوست، وبسبب التكلفة العالية للمرشح التناظري والأداء المحدود، فإن تخفيف الطلب على المرشح التناظري يمكن أن يساهم في تقليل التشوهات والتكلفة، وبسبب تقليل بعض الضوضاء، فإنه يمكن لمعدل الاستعيان أن يحسن من نسبة الإشارة إلى الضجيج .
وبشكل بديل؛ فإنه يمكن حدوث استعيان شديد للإشارة بدون وجود تردد متوسط لتقليل متطلبات المرشح المضاد للتشوهات، على سبيل المثال؛ تمتد إسطوانة الصوت إلى 20 كيلو هرتز، ولكن يحدث لها اعتيان يقدر بحوالي 22.05 كيلو هرتز من معدل نايكوست، وبالاستعيان الشديد بمقدار 2.05 كيلو هرتز، فإنه يمكن منع التشوهات والإضمحلال لترددات الصوت العالية بنسبة أقل من المرشحات المثالية .

## الإشارات المزاحة
غالبًا المرشح المضاد للتشوهات يكون مرشح ترددات منخفضة، ولكن هذا غير مطلوب، وتسمح مبرهنة الاستعيان باستعيان إشارات النطاق العالي بدلًا من إشارات النطاق الأساسي .
للإشارات ذات النطاق المحدود والغير مركزة عند الصفر، فإنه يمكن استخدام مرشح الترددات المنخفضة كمرشح مضاد للتشوهات، وعلى سبيل المثال؛ يمكن حدوث ذلك مع إشارة تضمين أحادي الجانب أو إشارة تضمين التردد، إذا تواجدت إشارة راديو مرغوب بها ومركزة عند 87.9 ميجا هرتز والنطاق المحدود عند 200 كيلو هرتز، فإن المرشح المناسب المضاد للتشوهات يرتكز عند 87.9 ميجا هرتز وبعرض نطاق يساوي 200 كيلو هرتز (أو نطاق عالي بين 87.8 ميجا هرتز و 88 ميجا هرتز)، ومعدل الاستعيان لن يكون أقل من 176.2 ميجا هرتز، ولكن أيضًا يجب أن تراعي القيود الأخرى لمنع حدوث التشوهات .

## زيادة تحميل الإشارة
من المهم جدا تجنب زيادة تحميل إشارة الدخل عند استخدام مرشح مضاد للتشوهات، إذا كانت الإشارة قوية بما يكفي، فإن ذلك يؤدي إلى التشوه في المحول التناظري الرقمي حتى بعد الترشيح، وعندما يحدث تشوه بعد عمل المرشح المضاد للتشوهات، فإنه يقوم بخلق مكونات خارج النطاق العالي للمرشح المضاد للتشوهات، وهذه المكونات يمكنها عمل تشوه، وتتسبب في وجود الترددات الغير توافقية .